# Alopecosa fedotovi
Alopecosa fedotovi är en spindelart som först beskrevs av Dmitry Evstratievich Kharitonov 1946.  Alopecosa fedotovi ingår i släktet Alopecosa och familjen vargspindlar. Inga underarter finns listade i Catalogue of Life.